# 전승기념비 (라이프치히)

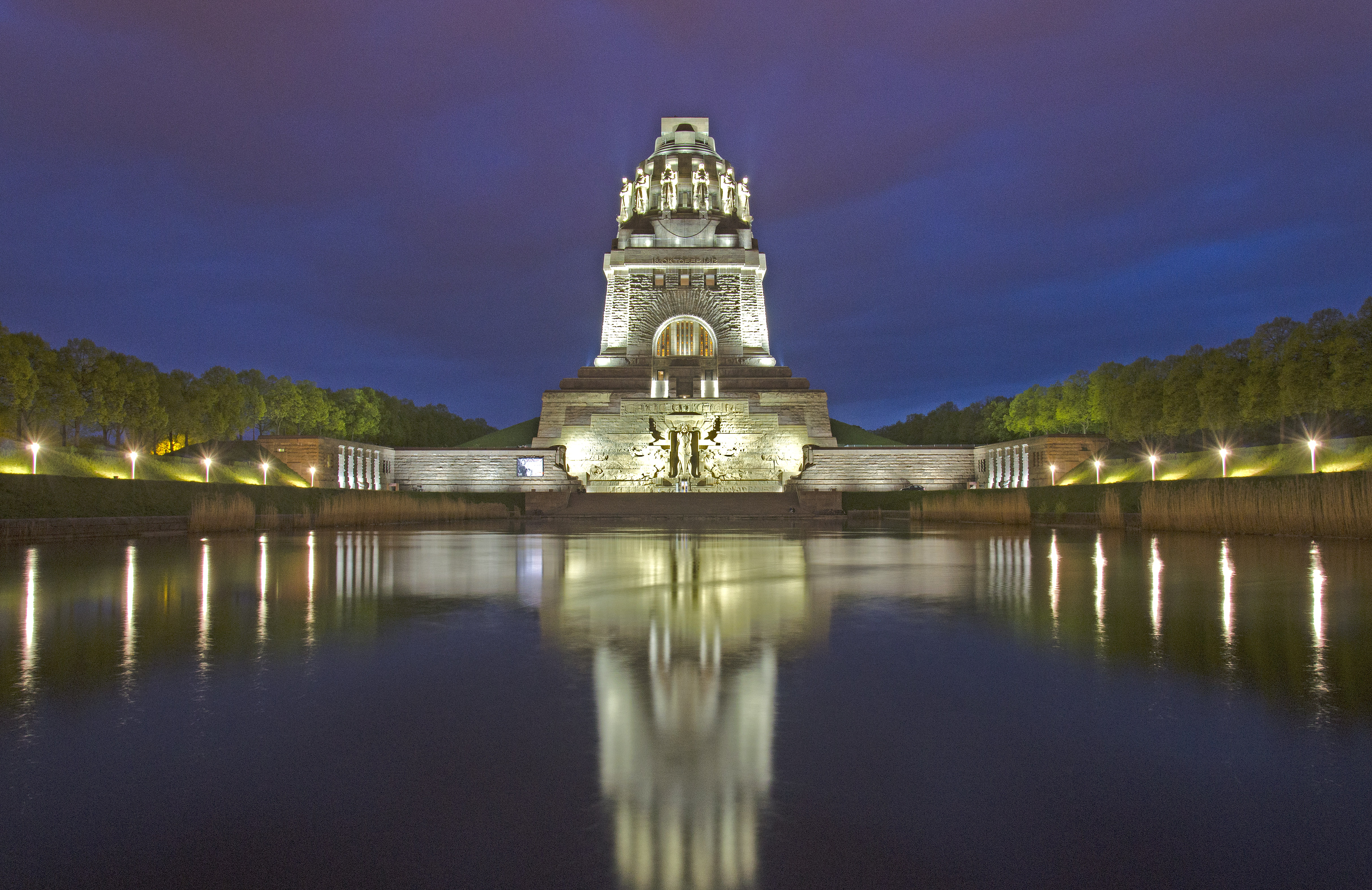
전승기념비

전승기념비(독일어: Völkerschlachtdenkmal)는 독일 작센주 라이프치히에 위치한 기념비이다. 1813년 라이프치히 전투의 승리를 기념하기 위해 세어졌다. 1898년 10월 18일 주춧돌이 놓아졌고, 전투 100주년이 되는 1913년에 완성되었다.
브루노 슈미츠가 설계한 것으로, 높이는 약 91m이다.